# Daniił Charms
Daniił Charms (właśc. Daniił Iwanowicz Juwaczow, ros. Даниил Иванович Хармс, Ювачев, ur. 30 grudnia 1905 w Petersburgu, zm. 2 lutego 1942 w Leningradzie) -– rosyjski poeta awangardowy.
Autor poezji i prozy o charakterze modernistycznym (np. cykl miniatur Wypadki – proza absurdu), twórca ugrupowania artystycznego OBERIU (działało w latach 1927–30). Aresztowany i skierowany do szpitala dla umysłowo chorych zmarł podczas blokady Leningradu. Na jego cześć nazwano planetoidę (6766) Kharms.